# Albéric Rolin

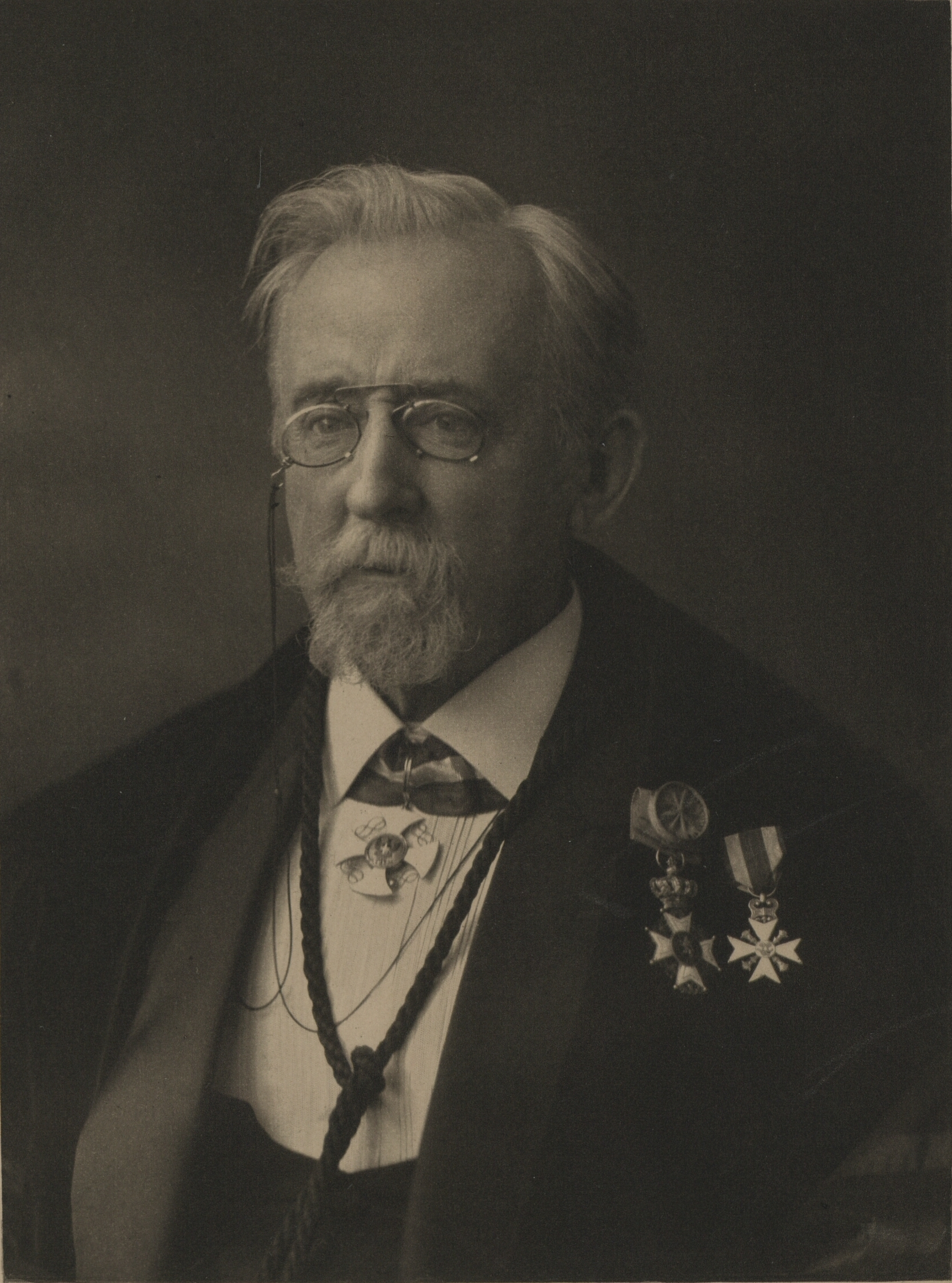
Albéric Rolin

Albéric Gustave Joseph Marie Rolin (* 16. Juli 1843 in Mariakerke, Gemeinde Gent; † 3. Februar 1937 in Brüssel) war ein belgischer Jurist, der im Bereich des Völkerrechts tätig war. Er wirkte von 1880 bis 1913 als Professor an der Universität Gent und wurde 1923 zum Ehrenpräsidenten des Institut de Droit international (Institut für Völkerrecht) ernannt.

## Leben
Albéric Rolin wurde 1843 in Mariakerke geboren und schloss 1864 ein Studium der Rechtswissenschaften, das er in Gent und Paris absolvierte, mit dem Doktorat ab. Anschließend praktizierte er als Anwalt am Kammergericht in Gent. Von 1880 bis zu seiner Emeritierung im Jahr 1913 wirkte er als Juraprofessor an der Universität Gent und hielt während dieser Zeit ab 1880 Lehrveranstaltungen in den Bereichen Strafrecht und Strafprozessrecht sowie ab 1890 auch im Bereich internationales Privatrecht. Anschließend war er bis 1920 Direktor der Bibliothek des Friedenspalastes in Den Haag. In den Jahren 1923 und 1926 unterrichtete er als Dozent an der ebenfalls im Friedenspalast ansässigen Haager Akademie für Völkerrecht, deren Generalsekretär er ab 1914 war.
Von 1906 bis 1923 wirkte er als Generalsekretär des Institut de Droit international (Institut für Völkerrecht), dem er seit 1873 angehörte. Dabei handelt es sich um eine 1904 mit dem Friedensnobelpreis ausgezeichnete und bis in die Gegenwart bestehende Institution, deren Ziel die Weiterentwicklung des Völkerrechts ist. Im Jahr 1923 wurde Albéric Rolin zu einem von fünf Ehrenpräsidenten in der Geschichte des Instituts sowie zum Ehrenmitglied der Amerikanischen Gesellschaft für internationales Recht ernannt. Darüber hinaus war er korrespondierendes Mitglied der Académie des sciences morales et politiques und ab 1901 Mitglied der Königlichen Akademie der Wissenschaften und Schönen Künste von Belgien.
Albéric Rolin war ab 1878 verheiratet und hatte acht Kinder. Er starb 1937 in Brüssel. Sein Sohn Henri Rolin, sein älterer Bruder Gustave Rolin-Jaequemyns sowie sein Neffe Edouard Rolin-Jaequemyns waren ebenfalls als Juristen im Bereich des internationalen Rechts tätig.

## Werke (Auswahl)
- Principes du droit international privé et applications aux diverses matières du Code civil (Code Napoléon). Paris 1897
- Droit international privé. Drei Bände. Gent 1897
- Le droit moderne de la guerre: Les principes. Les conventions. Les usages et les abus. Drei Bände. Brüssel 1920
- Les Origines de l'Institut de droit international (18737–1923): Souvenirs d'un témoin. Brüssel 1923